# IBM 7330

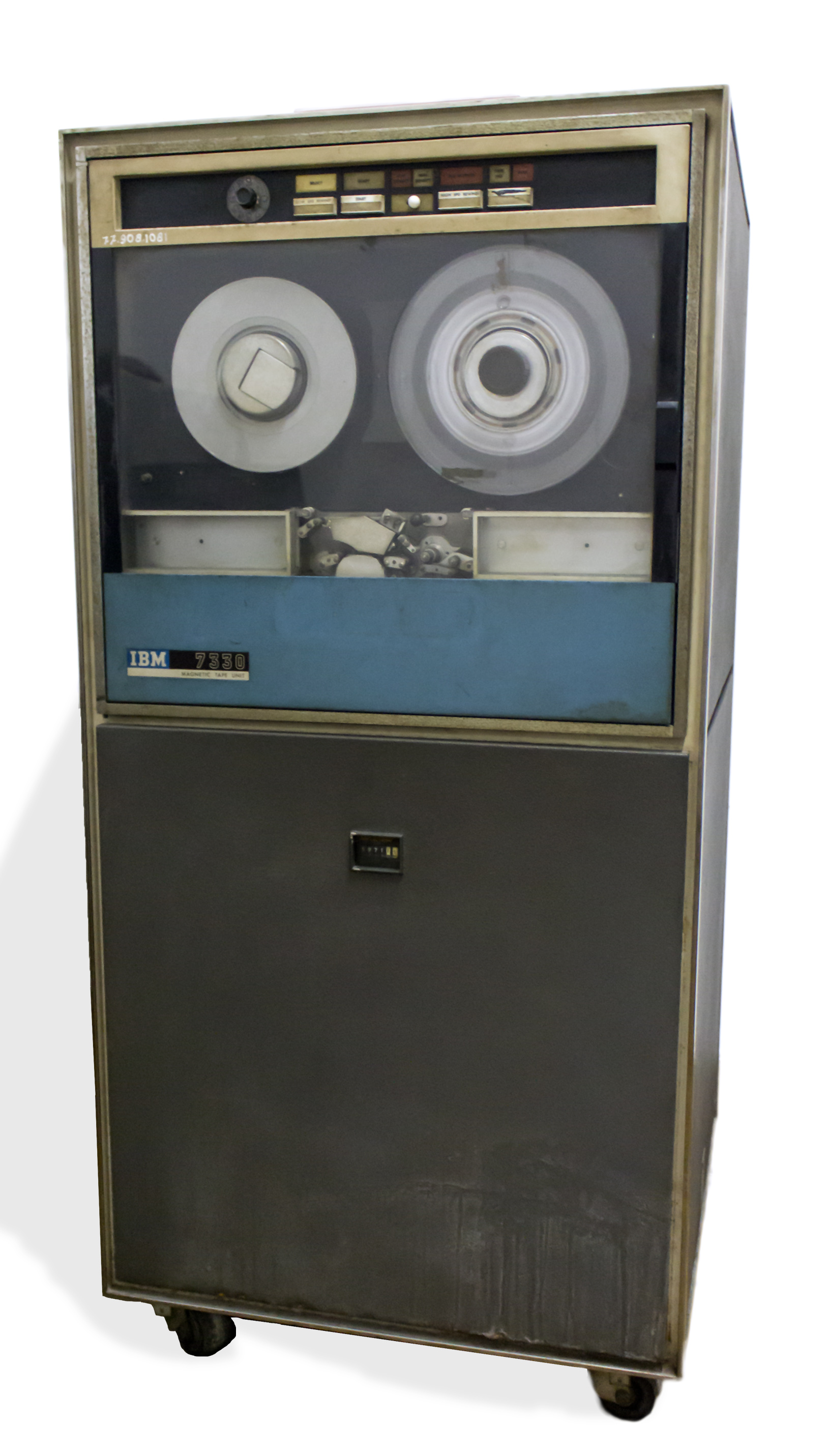
IBM 7330 Magnetband-Massenspeichereinheit, die einst der indonesischen Armee diente

Die IBM 7330 Magnetbandeinheit war IBMs günstige Magnetband-Massenspeichereinheit der 1960er Jahre und gehört zur Familie der IBM 7-Spur-Systeme. Sie wurde häufig an den Computern der Reihen IBM 1400 und IBM 7040/7044 benutzt. Die 7330 benutzte ½-Zoll-Magnetband (=12,7 mm) bis zu 2400 Fuß (730 m) Länge auf Rollen mit 10½ Zoll (=26,7 cm) Durchmesser.

## Datenformat
Der Kopf zeichnet sieben parallele Spuren auf das Band auf, sechs für Daten und ein Paritätsbit. Bänder im BCD-Format wurden mit gerader Parität aufgezeichnet, binäre Aufzeichnungen benutzen ungerade Parität (709 Manual S. 20). Als Schaltband wurden Aluminiumstreifen einige Fuß vor den Bandenden aufgeklebt, um physikalische Start- und Endmarkierungen auf dem Band zu haben. Zwischen den Datenblöcken (Records) wurde eine Lücke (Gap) von ¾ Zoll belassen, um die Aufzeichnung und Wiedergabe an dieser Stelle wieder aufzunehmen. Mit einer Datendichte vom 200 CPI konnte ein 2400 Fuß langes Band so viel wie 50.000 Lochkarten (über 4 Mio. Sechs-bit-Datenworte oder 3 MByte) speichern.
Die 7330 arbeitete mit einer geringen Bandgeschwindigkeit von 36 IPS und unterstützte zwei Datendichten von 200 und 556 Zeichen pro Zoll (CPI). Die Geräte der Serie IBM 729 fuhren Bandgeschwindigkeiten ab 75 IPS.